# Celina Sinden
Celina Sinden (* 31. Juli 1987 in London) ist eine britische Filmschauspielerin. Von 2013 bis 2017 spielte sie die Rolle der Greer von Kinross in der Serie Reign. Davor spielte sie im Kurzfilm My Neighbour’s Dog die Rolle der Jane.

## Filmografie (Auswahl)
- 2010: My Neighbour’s Dog (Kurzfilm)
- 2013–2017: Reign (Fernsehserie, 67 Folgen)
- 2021: The Retreat (Fernsehfilm)
- 2023: Bad Behind Bars – Jodi Arias
- 2023: Breaking Point – Make it or Break it (Breaking Point)